# Bassin versant des Trois-Rivières
 (octobre 2023).
La mise en forme du texte ne suit pas les recommandations de Wikipédia : il faut le « wikifier ».
Les points d'amélioration suivants sont les cas les plus fréquents :
- Les titres sont pré-formatés par le logiciel. Ils ne sont ni en capitales, ni en gras.
- Le texte ne doit pas être écrit en capitales (les noms de famille non plus), ni en gras, ni en italique, ni en « petit »…
- Le gras n'est utilisé que pour surligner le titre de l'article dans l'introduction, une seule fois.
- L'italique est rarement utilisé : mots en langue étrangère, titres d'œuvres, noms de bateaux, etc.
- Les citations ne sont pas en italique mais en corps de texte normal. Elles sont entourées par des guillemets français : « et ».
- Les listes à puces sont à éviter, des paragraphes rédigés étant largement préférés. Les tableaux sont à réserver à la présentation de données structurées (résultats, etc.).
- Les appels de note de bas de page (petits chiffres en exposant, introduits par l'outil «  Source ») sont à placer entre la fin de phrase et le point final[comme ça].
- Les liens internes (vers d'autres articles de Wikipédia) sont à choisir avec parcimonie. Créez des liens vers des articles approfondissant le sujet. Les termes génériques sans rapport avec le sujet sont à éviter, ainsi que les répétitions de liens vers un même terme.
- Les liens externes sont à placer uniquement dans une section « Liens externes », à la fin de l'article. Ces liens sont à choisir avec parcimonie suivant les règles définies. Si un lien sert de source à l'article, son insertion dans le texte est à faire par les notes de bas de page.
- La présentation des références doit suivre les conventions bibliographiques. Il est recommandé d'utiliser les modèles {{Ouvrage}}, {{Chapitre}}, {{Article}}, {{Lien web}} et/ou {{Bibliographie}}. Le mode d'édition visuel peut mettre en forme automatiquement les références.
- Insérer une infobox (cadre d'informations à droite) n'est pas obligatoire pour parachever la mise en page.

Pour une aide détaillée, merci de consulter Aide:Wikification.
Si vous pensez que ces points ont été résolus, vous pouvez retirer ce bandeau et améliorer la mise en forme d'un autre article.
Le bassin versant des Trois Rivières  se situe dans le nord de la République d'Haïti entre les latitudes 19°56'55" et 19°31'14" nord et les longitudes 72°25'02" et 72°54'50" ouest. Elle a une superficie de 896 km2, le débit moyen ou module de 6,5 m3/s, et le coefficient d'écoulement de 18,6 %. Son code national est : BV-03.
L'altitude maximale du bassin versant des Trois-Rivières est de 1 167 m et son point le plus bas se trouve au niveau de la mer à son exécutoire.
Depuis son amont dans la commune de Marmelade jusqu'à son aval dans la commune de Port-de-Paix, ce bassin est drainé principalement par un thalweg parcourant une distance de 114 km.

## Conditions climatiques
Comme la plupart des régions du pays, ce bassin versant possède plusieurs microclimats. Dans les hauteurs, la température annuelle varie de 27°C en été à 20°C en hiver. Pour les régions plus basses, elle est comprise entre 34°C en été et 26°C en hiver.
La pluviométrie annuelle varie selon les régions. Elle est beaucoup plus élevée en aval, c'est-à-dire dans les régions de Plaisance et de Pilate qu'en amont.
| Station     | Pluviométrie (mm/an) |
| ----------- | -------------------- |
| Plaisance   | 1922                 |
| Pilate      | 1766                 |
| Gros-Morne  | 1345                 |
| Bassin-Bleu | 952                  |